# (4772) 1989 VM
(4772) 1989 VM là một tiểu hành tinh vành đai chính. Nó được phát hiện bởi Tsutomu Hioki và Nobuhiro Kawasato ở Okutama, Nishitama District, Tokyo, ngày 2 tháng 11 năm 1989.